# Lonsdaleit
Lonsdaleit (döpt efter Kathleen Lonsdale), även kallad hexagonal diamant, är en allotrop av kol med en hexagonal struktur. Den bildas naturligt när meteoriter med grafit träffar Jorden. Hettan och trycket vid kollisionen skapar en diamant, men behåller den hexagonala strukturen. Lonsdaleit identifierades första gången 1967 från Canyon Diablo-meteoriten, där den förekommer som mikroskopiska kristaller förknippade med vanlig diamant.

## Egenskaper
Leondalit är genomskinlig och brungul och har ett brytningsindex på 2,40–2,41 och en specifik vikt på 3,2–3,3 . Dess hårdhet är teoretiskt överlägsen den för kubisk diamant (upp till 58 procent mer), enligt beräkningssimuleringar, men naturliga prover uppvisade något lägre hårdhet genom ett stort värdeområde (från 7–8 på Mohs hårdhetsskala). Orsaken kan antas vara att proverna har varit fulla av gallerdefekter och föroreningar.
Förutom meteoritavlagringar har hexagonal diamant syntetiserats i laboratorium (1966 eller tidigare; publicerad 1967) genom att komprimera och värma grafit antingen i en statisk press eller med sprängämnen.

## Hårdhet

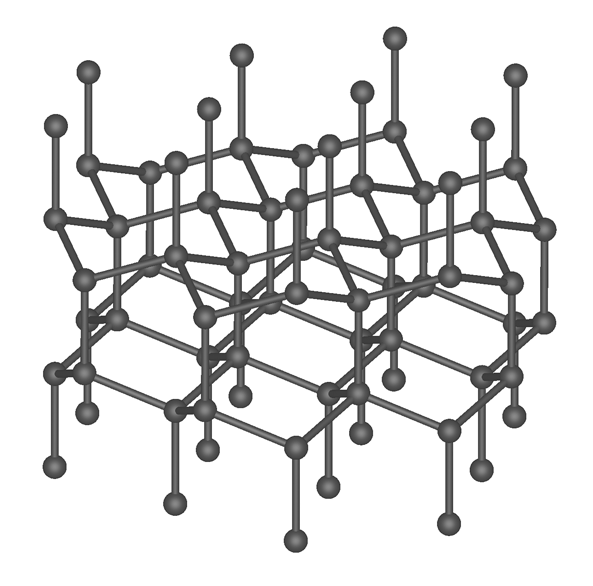
Strukturen av en lonsdaleit.

Enligt den konventionella tolkningen av resultaten av att undersöka de magra prover som samlats in från meteoriter eller tillverkats i labbet, har lonsdaleit en hexagonal enhetscell, relaterad till diamantenhetscellen på samma sätt som de hexagonala och kubiska tätpackade kristallsystemen är relaterade. Dess diamantstruktur kan anses vara uppbyggd av sammankopplade ringar med sex kolatomer, i stolkonformation. I lonsdaleite är några ringar istället i båtkonformation. Vid dimensioner i nanoskala representeras kubisk diamant av diamantoider medan hexagonal diamant representeras av wurtzoider.
I diamant är alla kol-till-kol-bindningar, både inom ett lager av ringar och mellan dem, i den förskjutna konformationen, vilket gör att alla fyra kubisk-diagonala riktningarna är likvärdiga. I lonsdaleit är bindningarna mellan skikten i den ”förmörkade” konformationen, som definierar axeln för hexagonal symmetri.
Mineralogisk simulering förutspår att lonsdaleit är 58 procent hårdare än diamant på <100>-ytan och att den motstår intryckningstryck på 152 GPa, medan diamant skulle gå sönder vid 97 GPa. Detta överskrids ännu av Iia-diamantens <111> spetshårdhet på 162 GPa.
De extrapolerade egenskaperna hos lonsdaleit har ifrågasatts, särskilt dess överlägsna hårdhet, eftersom prover under kristallografisk inspektion inte har visat en bulk hexagonal gitterstruktur, utan istället en konventionell kubisk diamant dominerad av strukturella defekter som innehåller hexagonala sekvenser. En kvantitativ analys av röntgendiffraktionsdata för lonsdaleit har visat att ungefär lika stora mängder hexagonala och kubiska staplingssekvenser förekommer. Följaktligen har det föreslagits att "staplad oordnad diamant" är den mest exakta strukturella beskrivningen av lonsdaleit. Å andra sidan visar nyliga chockexperiment med in situ röntgendiffraktion starka bevis för skapandet av relativt ren lonsdaleit i dynamiska högtrycksmiljöer jämförbara med meteoritnedslag.

## Förekomst

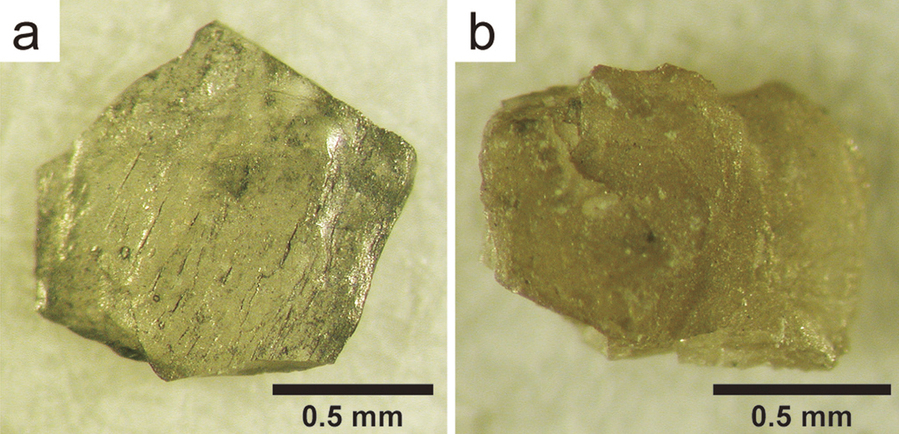
Diamantprover från Popigais slagstruktur: (a) är ren diamant, medan (b) är diamant med vissa lonsdaleit-föroreningar.

Lonsdaleit förekommer som mikroskopiska kristaller förknippade med diamant i flera meteoriter: Canyon Diablo, Kenna och Allan Hills 77283. Den förekommer också naturligt i ickebolida diamantplaceringsavlagringar i Sacharepubliken. Material med d-mellanrum som överensstämmer med lonsdaleit har hittats i sediment med mycket osäkra datum vid Lake Cuitzeo, i delstaten Guanajuato, Mexiko, av förespråkare för den kontroversiella yngre dryas-nedslagshypotesen, som nu vederläggs av jordforskare och specialister på planetpåverkan. Påståenden om lonsdaleit och andra nanodiamanter i ett lager av Grönlands inlandsis som kan vara av yngre dryas ålder har inte bekräftats och är nu ifrågasatta. Dess närvaro i lokala torvavlagringar hävdas som bevis för att Tunguska-händelsen orsakades av en meteor snarare än av ett kometfragment.

## Tillverkning
Förutom laboratoriesyntes genom att komprimera och värma grafit antingen i en statisk press eller med sprängämnen, har lonsdaleit även framställts genom kemisk ångavsättning, och även genom termisk nedbrytning av en polymer, poly(hydridokarbyn), vid atmosfärstryck, under argonatmosfär, vid 1 000 °C. 
År 2020 fann forskare vid Australian National University av en slump att de kunde producera lonsdaleit vid rumstemperatur med hjälp av en diamantpresscell.
År 2021 publicerade Washington State Universitys Institute for Shock Physics ett dokument som anger att de skapade lonsdaleit-kristaller som är tillräckligt stora för att mäta deras styvhet, vilket bekräftar att de är styvare än vanliga kubiska diamanter. Men explosionen som används för att skapa dessa kristaller förstör dem också nanosekunder senare, vilket ger precis tillräckligt med tid för att mäta styvhet med lasrar.